# Горінчово
Горінчово (також Горінчове, угорською — Herincse) — село в Україні, у Закарпатській області, Хустському районі. Адміністративний центр Горінчівської ОТГ. До 1945 року село Монастирець було присілком Горінчова.

## Географія
Горінчове розташоване в долині лівого берега річки Ріки, за 16 км від районного центру. На протилежному берез річки — села Монастирець та Липча.

## Історія
Село Горінчово вперше згадується в письмових джерелах 1350 року під назвою «Зелеумезеу», Zeleumezeu.Згадки: 1350: Zeleumezew (Mihályi 29), 1403: Haryncha (ZsigmOkl. 2/1: 2425), 1412: Herenche (Csánki 1: 448), 1450: Herinche (Mihályi 344), 1555: Herenczye (Bélay 143), 1725: Herincse (Revizki), 1773: Herincse (LexLoc. 134), 1808: Herincse, Horinčowá, Horynčowá (Lipszky: Rep. 237), 1828: Herincse (Nagy 196), 1838: Herincse (Schem. 60), 1851: Herincse (Horincsova) (Fényes 2: 136), 1877: Herincse-Monostor, Herincse, Herincsovo (Hnt.), 1913: Herincse (Hnt.), 1925: Horinčevo, Horinčevo, Horynčevo (ComMarmUg. 53), 1944: Herincse, Горинчово (Hnt.), 1983: Горінчеве, Горинчово (ZO), 1995: Горінчово.
Околиці Горінчова були передані угорським королем Лайошем I у володіння родини Білкеї. Село входило до складу Марамороської жупи (комітату) Угорщини. Жителі Горінчова брали участь у селянській війні 1514 року й у визвольній війні угорського народу 1703—1711 років.
1813 у Горінчові зведено Михайлівську греко-католицьку церкву (архітектор Дмитро Гасинець, розписи Михайла Маньковича). Церква була оздоблена багатим та вишуканим різьбленням.
За переписом Австро-Угорської імперії 1910 року в Горінчові було 4070 мешканців, переважно українців (також були жиди, німці, угорці). В тогочасних джерелах Горінчово згадується як «селище» («nagyközseg» — статус, близький до містечкового) Хустського округу (повіту) Марамороського комітату. Селище мало свою символіку — печатку з зображенням селянина з палицею, що йде ліворуч, та дерева (найдавніший зразок такої печатки датований 1786 роком, герб оточений латинським написом: SIGILLUM PO[SSESSI]ONIS HERINTSE 1786) .
Після Тріанонської угоди 1920 року Горінчово входить до складу Чехословаччини, у селі з'являються православні, які підлягають Сербській патріархії.
Церква Вознесіння Господнього. 1934.
До 1929 р. майже 100% селян перейшло на православ’я. Землю для церкви дав Дмитро Яким, і громада взялася збирати кошти.
Великий внесок зробила Юлія Антонь, що мешкала в Америці. Муровану церкву почали будувати 1934 р. (цю дату зазначено на фасаді), а закінчували восени 1937р., хоча повністю завершено роботи в 1939 р.
Кажуть, що мурував церкву Йосип Пан-цьо з Хуста, а дах робив також хустянин Заяць з помічниками. Причетними до будівництва були куратори Гнат Вурста, Йосип Вурста, Тома Петрецький і дяк Дмитро Шоваг, а першим священиком був Антон Волощук.
У 1968 р. художник Іван Андрішко виконав настінне малювання і намалював ікони, але чотирирядний іконостас роботи різьбяра Дмитра з Кошельова встановили в 1971 р.
У 1987 р. зроблено ремонт стараннями кураторів Івана Бобика й Івана Головки. На головному фасаді зовні намальовано дві композиції: “Святе Вознесіння” – на честь храмового свята та “Святий Михаїл” – на згадку про розібрану греко-католицьку церкву.
2016 року, розпочалися роботи з розпису храму. Іконописець - Василь Романів (м. Хуст), проект та орнаментальне оздоблення - Цуп Андрій (м. Тернопіль), орнаментальне оздоблення Фізер Андрій (м. Долина). Завершився розпис у 2018 року.
На вежі встановлено 5 дзвонів. Найдавніший – роботи будапештського ливарника Ференца Вальзера походить з 1885 р. Два дзвони виготовила ужгородська фірма “Акорд” у 1930 р., ще один – виріб Р. Герольда з 1921 p., а п’ятий відлив А. Дьєполд у Празі 20 липня 1924 р. для православної громади на замовлення Івана Білинця.
1938 — у складі автономної області Підкарпатська Русь, з лютого 1939 — у складі Карпатської України. Але вже у березні того ж року Угорщина окупувала село. Під впливом комуністичної пропаганди 45 чоловік утекли в «совєцьку зону окупації України». Утікачів відразу помістили у фільтраційні табори НКВС, а згодом — у тюрми ГУТАБу, звинувативши у шпіонажі. 23 жовтня 1944 року село окупувала червона армія. Тоді ж завербували кілька мешканців села у Чехословацький корпус Людвига Свободи.

### До звільнення від СРСР 1991
У Горінчові містилась центральна садиба колгоспу «Більшовик». Основний виробничий напрям — садівництво та тваринництво. Артіль мала понад 2400 га землі, у тому числі 900 га садів, 360 сіножатей, 300 га орної землі. На фермах 850 голів ВРХ, 3300 овець. З допоміжних підприємств — вальцьовий млин, олійниця, пилорама. Також розвивалося промислове лозоплетіння, працював цегельний завод.
В селі була середня школа та дільнична лікарня. Споруджено понад 400 будинків та тротуари.

## Населення

### Мова
Розподіл населення за рідною мовою за даними перепису 2001 року:
| Мова       | Відсоток |
| ---------- | -------- |
| українська | 99,19%   |
| російська  | 0,81%    |

## Специфіка
Село Горінчово відоме насамперед як «оселя казкарів»: у 1950-х рр. відомий фольклорист Петро Лінтур записав у селі близько 300 текстів казок і легенд від дев'яти оповідачів — Юрія Ревтя (40 сюжетів), Дмитра Петрика (10 сюжетів), Юрія Порадюка-Теґзи (30 сюжетів), Івана Ділинка (15 сюжетів), Хоми Плешинця (35 сюжетів), Андрія Калина (120 сюжетів), Михайла Шовака (17 сюжетів), Ганни Павлюк (4 сюжети), Юрія Митровича (14 сюжетів).
Горінчівські записи Лінтура неодноразово видавалися друком — збірники «Казки Верховини» (1960), «Легенди Карпат» (1968), «Дідо-всевідо» (1969), «Дванадцять братів» (1972), «Казки одного села» (1979), «Зачаровані казкою» (1984), «Казки Карпат» (1990).
Нині покійна горінчівська сільська голова Олена Іванівна Конопацька повідомляла: у 2000-их роках у кожному класі горінчівської школи практикують казкарі — Едуард Попович, Людмила Головка, Олена Агоста, Аліна Попадинець, Людмила Алексович. Відповідно є чимало оповідачів і серед старшого покоління — Іван Вурста, Михайло Доромбей, Володимир Петрішко.

## Сучасний стан
У Горінчові працюють:
- ліцей;
- міжшкільний ресурсний центр;
- дитячий садок;
- будинок культури;
- бібліотека (понад 20 тисяч примірників книжок та журналів);
- центр первинної медико-санітарної допомоги;
- пункт постійного базування бригад екстреної медичної допомоги;
- мистецька школа;
- відділення Укрпошти;
- відділення Нової пошти;
- приватна автошкола.

Також у селі діє Свято-Вознесенський храм УПЦ.
На території «Господарського двору» села Горінчово щорічно, 15 липня проводилося фольклорне свято казкарів «Живуча казкарська традиція»(на даний час не проводиться у звʼязку з воєнними діями в країні).
15 липня 2012 року на День села у Горінчові виступав з концертом народний артист України Іван Попович, який вільно говорив місцевим діалектом.

## Відомі люди – уродженці села Горінчово
- Олашин Степан Васильович — скульптор.
- Калин Андрій Степанович — закарпатський казкар.
- Архімандрит Олександр (Беля) — церковний діяч, настоятель храму Матрони Московської, Данія Біч, Маямі, та ігумен монастиря Миколая Форт-Маєрсі, РПЦЗ, Флорида, США.
- Іржі Ковтун — чеський поет, історик і журналіст
- Протоієрей Біляк Василь — український релігійний діяч, голова Дарницького благочиння УПЦ, редактор газети «Віра і Культура».
- Біляк Степан Томович — заслужений лікар України, кандидат медичних наук, уролог, хірург.
- Архімандрит Митрофан (Шимон) — церковний діяч, настоятель Свято-Покровського чоловічого монастиря с. Ракошино.
- Сідак-Петрецька Оксана Степанівна – кандидат медичних наук, лікар-офтальмолог вищої категорії, завідувачка відділенням відновлювально-реконструктивної мікрохірургії посттравматичної патології ока ДУ «Інститут очних хвороб і тканинної терапії імені В. П. Філатова НАМН України». Нагороджена відзнакою Міністерства оборони України - Нагрудний знак «Знак пошани» та почесним нагрудним знаком Головнокомандувача Збройних Сил України - Нагрудний знак «За збережене життя»

## Туристичні місця
- храм Вознесіння Господнього. 1934. На вежі встановлено 5 дзвонів. Найдавніший – роботи будапештського ливарника Ференца Вальзера походить з 1885 р.
– музей «Етно-садиба «Хата казкаря»»